# Karol Zieliński
Karol Zieliński (ur. 28 kwietnia 1787 we Lwowie, zm. 18 września 1835 w Stare Garnowo). Generał, sekretarz generalny w Komisji Rządowej Wojny.
Urodził się w rodzinie szlacheckiej (herbu Świnka) jako syn Stanisława i Honoraty z Lityńskich. Karierę wojskową rozpoczyna 3 lipca 1808 od funkcji prostego żołnierza w 2 Pułku Piechoty Księstwa Warszawskiego. Brał udział w kampanii napoleońskiej w 1809 roku. 22 października 1810 został porucznikiem, a dwa lata później kapitanem. W wojskach Napoleona walczył w sierpniu 1812. Za okazane męstwo w bitwie pod Smoleńskiem i Możajskiem zostaje odznaczony Krzyżem Kawalerskim Legii Honorowej, a w 1813 – Krzyżem Oficerskim Legii Honorowej. W wieku 33 lat otrzymuje awans na majora. Dowodził przyboczną kompanią woltyżerską marszałka Francji Michela Neya. W 1822 roku wstępuje w związek małżeński z hrabianką Heleną Wołłowiczówną (herbu Bogoryja), córką szambelana Józefa i bratanicą biskupa kujawskiego. Jako jeden z pierwszych oficerów w stopniu pułkownika poparł powstanie listopadowe.
W roku 1831 Rząd Narodowy mianuje go nowym sekretarzem generalnym w Komisji Rządowej Wojny. Następnie w nowym rządzie Bonawentury Niemojowskiego, zostaje wiceprezesem tego rządu. Po kapitulacji Warszawy, przenosi się wraz z resztkami wojska i członkami rządu do Płocka, gdzie już jako generał dowiaduje się o upadku ostatniego bastionu Królestwa Polskiego, jakim była twierdza Zamość. Nie wierząc w sens dalszej walki gen. Zieliński podaje się do dymisji. Nie opuszcza jednak, jak wielu innych oficerów i działaczy politycznych, kraju. Rychło więc zostaje aresztowany i osadzony w rosyjskim więzieniu, gdzie przebywa od marca 1832 do września 1834. Uwolniony ukazem w manifeście Cara Mikołaja I. Ten akt łaski uznany został jednak przez część środowisk patriotycznych, szczególnie emigracyjnych, za kompromitację osoby generała. Dla tego oraz dla kurowania zdrowia po pobycie w carskiej twierdzy wyjechał na wieś do "Dworu na Skierdach" w majątku prowadzonym pod jego nieobecność przez żonę Helenę. Ostatni rok życia spędził tam, w odległym o 4 km. od Gołymina Starym Garnowie.
Zmarł tragicznie 18 września 1835 w wieku 48 lat po wypadku. Po żniwach, podczas oglądania wieczorem 17 września 1835 r. pracy nowo zakupionej do majątku Garnów parowej młockarni wynalazku Ferdynanda Krake, zbliżył się do niej niebezpiecznie i został porwany przez jej koło, tryby i ostrza. Nie zginął na miejscu, lecz zmarł następnego dnia o godzinie 10 rano (zapis pod poz. 25 na karcie 51 w księdze zmarłych parafii gołymińskiej za rok 1835). Legenda rodzinna mówi, że odruchowo cofnął się w jej pole pracy na widok wjeżdżającego na teren oddziału kozaków. Pozostawił żonę i pięcioro dzieci. Spoczywa na cmentarzu obok kościoła parafialnego w Gołyminie-Ośrodek. Wewnątrz kościoła znajduje się wmurowany jego graficzny portret. Obecnie główna ulica Gołymina nosi jego imię.